# The Tamperer featuring Maya
The Tamperer Featuring Maya è stato un gruppo musicale dance italo-americano, creato dai produttori e disc jockey Mario Fargetta ed Alex Farolfi, con il supporto della cantante statunitense Maya Days. Nonostante il nome del gruppo facesse presupporre una collaborazione sporadica della cantante (featuring), in realtà Maya ha partecipato per tutta la durata del progetto, a cui in seguito si sono uniti Giuliano Saglia e Gianluca Mensi.
Nel 1998 il loro primo singolo Feel It, scritto da Steve Gittelman e Jim Dyke, ebbe uno straordinario successo in tutta Europa, arrivando al primo posto della classifica dei singoli più venduti nel Regno Unito. Seguì l'album Fabulous, da cui vennero estratti altri tre singoli: If You Buy This Record Your Life Will Be Better, Step Out (solo per il mercato italiano) e Hammer to the Heart.
Con lo pseudonimo The Tamperer, Fargetta e Farolfi produssero anche i remix di altri artisti, come Crystal Waters.

## Discografia

### Albums
- 1998 - Fabulous

### Singoli
- 1998 - Feel It
- 1998 - If You Buy This Record Your Life Will Be Better
- 1999 - Step Out
- 1999 - Hammer to the Heart